# Estoy aquí
"Estoy Aquí" (em português:  Estou Aqui) é uma canção gravada pela artista musical colombiana Shakira, retirada do terceiro álbum de estúdio Pies Descalzos (1995). Foi lançado em 1995 pela Sony Music e pela Columbia Records, a canção foi o primeiro single do álbum. Sendo composta e produzida por Shakira e Luis Fernando Ochoa. Estoy Aquí é um pop latino que liricamente discute uma vontade de corrigir um relacionamento falhado.
"Estoy Aquí" recebeu críticas em sua maioria favoráveis de críticos de música, que a reconheceu como uma faixa de destaque do Pies Descalzos. Além disso, tornou-se a primeira gravação de Shakira a obter sucesso comercial fora de seu país Colômbia. A canção atingiu a posição de número um e dois na Billboard Latin Pop Songs e na Latin Songs. Seu desempenho ajudou o álbum a se tornar seu primeiro recorde, que eventualmente alcançou certificações de platina no Brasil, Colômbia e Estados Unidos. Uma versão em português, intitulada, "Estou Aqui", foi lançada pela cantora e foi adicionada no álbum de remix, The Remixes (1997).

## Antecedentes e desenvolvimento
Shakira lançou seu primeiro álbum de estúdio (por uma grande gravadora) Pies Descalzos em 1995 pela Sony Music e pela Columbia Records. Assumindo uma posição de destaque em sua produção, ela co-escreveu e co-produziu cada uma das onze faixas incluídas no disco. Servido como o primeiro single do projeto em 1996, "Estoy Aquí" apresentou composições adicionais e produção de Luis Fernando Ochoa. A faixa é fortemente influenciada por elementos pop latinos, e faz uso de instrumentação proeminente de guitarra. Liricamente, afirma o desejo de alterar um relacionamento fracassado. Em portuêgus, as letras "o que aconteceu conosco nunca se repetirá jamais" e "Eu estou aqui te querendo, afogando-me", respectivamente. Depois de alcançar o sucesso com a versão original em espanhol, "Estoy Aquí" foi regravada em português como "Estou Aqui" para o álbum de remix de Shakira The Remixes de 1997. Uma versão em inglês "I'm Here" vazou no início de 2011, mas não foi disponibilizada para download digital.

## Videoclipes
Dois videoclipes diferentes foram feitos para promover a canção. O primeiro deles foi dirigido por Simon Brand e foi lançado na América Latina. Este vídeo apresenta Shakira tocando seu violão e cantando numa fazenda durante inverno.
O outro videoclipe foi dirigido por Christophe Gstalder e foi feito para promover a canção nos países europeus. Este vídeo apresenta Shakira andando em volta de uma casa (a dela mesma, provavelmente) e cantando num sofá. Algumas imagens de um violão pegando fogo também aparecem neste videoclipe.

## Recepção

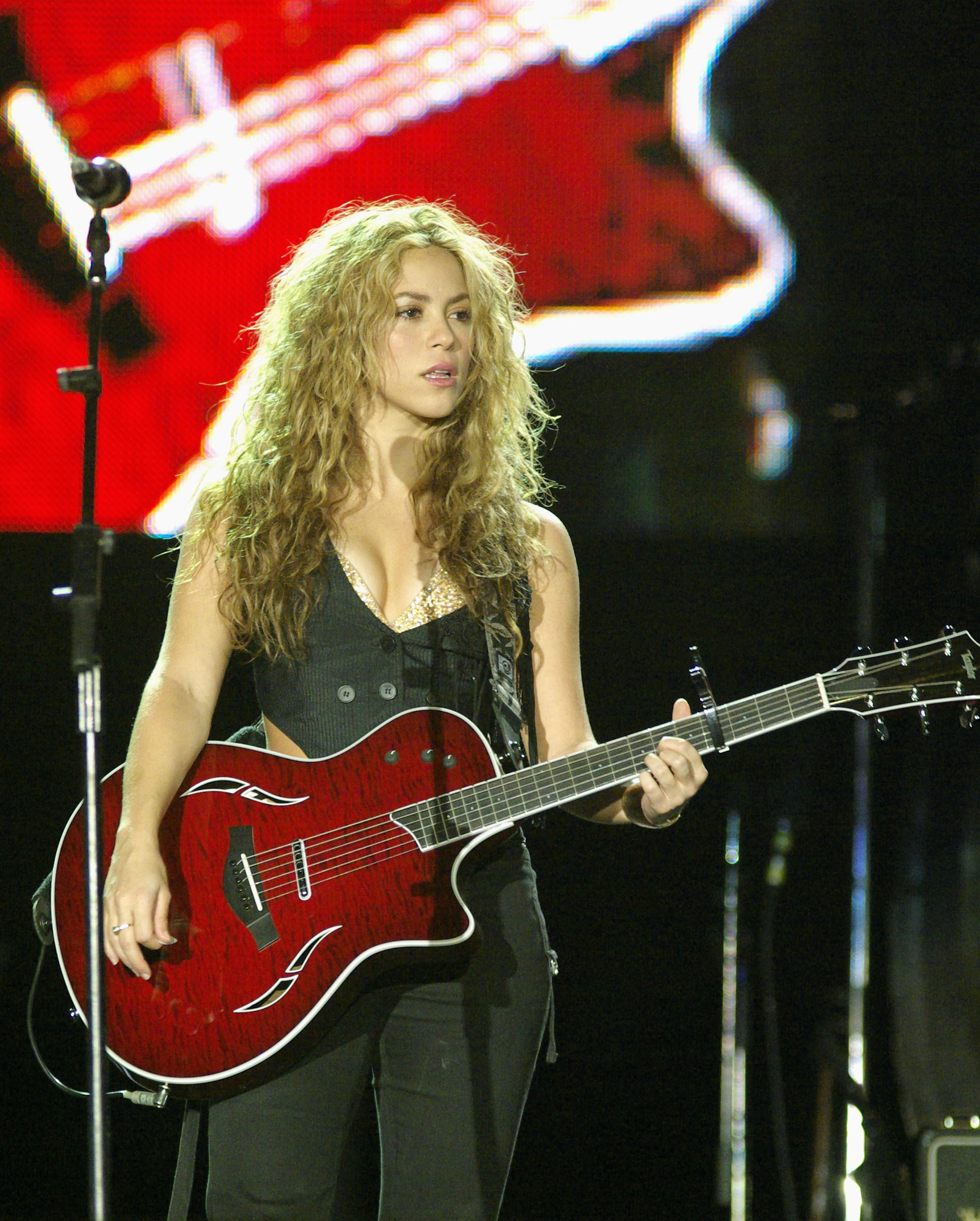
Shakira durante um concerto no Rock in Rio em 2008.

Após o seu lançamento, "Estoy Aquí" recebeu críticas favoráveis de críticos de música, que reconheceram como uma faixa de destaque de Pies Descalzos. Carlos Quintana, da About.com, elogiou a faixa por apresentar um "sabor vibrante de dança", colocando-a entre seus favoritos pessoais do álbum. Da mesma forma, Jose F. Promis de Allmusic elogiou por servir como uma faixa de abertura "infecciosa e melódica", passando a selecionar a música como um destaque do álbum. A canção recebeu uma nomeação para a Canção Pop do Ano no Premio Lo Nuestro  de 1997, mas perdeu para "Experiencia Religiosa" de Enrique Iglesias.
"Estoy Aquí" tornou-se a primeira gravação de Shakira a obter sucesso comercial. A música chegou aos números 1 e 2 nas paradas da Billboard Latin Pop Songs e Latin Songs. Seu desempenho comercial ajudou seu álbum principal a se tornar seu disco inovador, que finalmente alcançou as certificações de platina no Brasil, e nos Estados Unidos. Pies Descalzos também recebeu o prêmio "Diamond Prism" na Colômbia.
Em 1996, "Un Poco de Amor" foi incluído na reedição de Pies Descalzos, intitulado Colección de Oro. Em 2002, foi apresentado como a faixa de abertura do primeiro álbum de grandes sucessos de Shakira, Grandes Éxitos.

## Performance ao vivo
Shakira interpretou "Estoy Aquí" durante seis de suas sete turnês de shows até o momento. Ela performou pela primeira vez a faixa na Cidade do México durante sua Tour Pies Descalzos, que aconteceu entre 1996 a 1997. Também foi incluída durante a Tour Anfibio e Tour of the Mongoose, em apoio ao seu quarto e quinto álbuns de estúdio Dónde Están los Ladrones? e Laundry Service, respectivamente. A música foi adicionalmente performada durante a Oral Fixation Tour, que se tornou sua maior turnê até à data. Em lugar de sua inclusão no The Sun Comes Out World Tour, "Estoy Aquí" foi cantando no Rio de Janeiro como parte do Rock in Rio em 2011.
Em agosto de 1999, Shakira cantou "Estoy Aquí" durante sua participação no MTV Unplugged na cidade de Nova York. Em fevereiro de 2000, o desempenho foi incluído no álbum ao vivo do evento. Na 12ª cerimônia dos Prêmio Grammy Latino em 2011, o cantor e compositor mexicano Aleks Syntek realizou um cover ao vivo da música, como parte do tributo do Grammys Latino a Shakira, onde foi homenageada como Personalidade do Ano da Academia Latina da Gravação.

## Faixas
CD single
1. "Estoy Aquí"
2. "Te Espero Sentada"

CD single - Versão brasileira
1. "Estou Aqui"

EP Remix
1. "Estoy Aquí" (The Love & House Mix)
2. "Estoy Aquí" (The Love & House Radio Edit)
3. "Estoy Aquí" (Extended Club Mix)
4. "Estoy Aquí" (The Radio Edit)
5. "Estoy Aquí" (Meme's Timbalero Dub)
6. "Estoy Aquí" (The Love & Tears Mix)